# سیاهک (بیماری)
سیاهک بیماری ناشی از قارچ‌های راستهٔ اوستیلاگی‌نالِس (Ustilaginales) است که در اندام‌های گیاه گَرد سیاه تولید می‌کند.
عامل این بیماری بیشتر قارچ‌های سیاهکی (Ustilaginomycetes) هستند. این بیماری سیاهک از نظر اقتصادی می‌تواند مهم تلقی شود چرا که خسارت و ضرر زیادی به محصولات غذایی و گیاهان زینتی وارد می‌آورد.
راسته Ustilaginales شامل قارچ‌های بیمارگر گیاهی است که اغلب به‌عنوان قارچ‌های سیاهک شناخته می‌شوند. این نام به گرد سیاه توده تلیوسپور برمی‌گردد که به صورت دوده روی گیاهان بیمار دیده می‌شند. همه انواع این قارچ‌ها به عنوان عامل ایجاد بیماری، روی اندام زندهٔ گیاه فعالیت دارند و مراحل ورت غیربیمارگر می‌باشند.
حدود ۱۲۰۰ گونه از قارچهای سیاهک وجود دارد که در ۵۰ جنس طبقه‌بندی می‌شوند. این قارچ‌ها به حدود ۴۰۰۰ گونه گیاه نهان‌دانه در بیشتر از ۷۵ خانواده حمله می‌نمایند و علامت بیماری ایجاد می‌کنند. هرچند برخی قارچ‌های سیاهک به مناطق کوچک جغرافیایی محدود می‌شوند ولی تعداد زیادی در هر جا که میزبان رشد نماید دیده می‌شوند.
گونه‌ای که اغلب در همه جا پیدا می‌شود Ustilago maydis است که سیاهک معمولی ذرت را به وجود می‌آورد. گونه U. avenae سیاهک آشکار یولاف و گونه Urocystis magica که سیاهک پیاز و گونه‌های Tilletia بیماریهای سیاهک پنهان را در انواع غلات ایجاد می‌کنند.